# Паасио, Пертти
Пертти Куллурво Паасио (фин. Pertti Kullervo Paasio; 2 апреля 1939, Хельсинки — 4 апреля 2020, Турку, Юго-Западная Финляндия) — финский политик; министр иностранных дел Финляндии (1989—1991).

## Биография
Родился 2 апреля 1939 года в Хельсинки.
Паасио участвовал в муниципальной политике Турку и был избран в муниципальный совет в 1965 году. Паасио стал членом парламента в июле 1975 года, однако он потерял место на парламентских выборах 1979 года.
В 1982 году он заменил Якоба Сёдермана в парламенте и занимал этот пост, пока в 1996 году не был избран в Европейский парламент.
С 1 февраля 1989 по 26 апреля 1991 года был министром иностранных дел Финляндии.
Скончался 4 апреля 2020 года в Турку.